# Dolichopera parvula
Genre
Espèce
Dolichopera parvula, unique représentant du genre Dolichopera, est une espèce de trématodes de la famille des Dolichoperoididae.

## Hôtes
Cette espèce parasite le serpent Morelia spilota,.

## Classification
L'espèce et le genre sont décrits en 1914 par le parasitologiste William Nicoll, qui décrit également une espèce proche sous le nom de Dolichopera macalpini. Celle-ci est déplacée vers un genre à part entière en 1940, Dolichoperoides.